# ألبرت رالف كامبل
ألبرت رالف كامبل (بالإنجليزية: Albert Ralph Campbell)‏ هو عسكري أمريكي، ولد في 8 أبريل 1875 في ويليامسبورت في الولايات المتحدة، وتوفي في 4 ديسمبر 1925.